# Prhinje (Trebinje)
Pour les articles homonymes, voir Prhinje.
Prhinje (en serbe cyrillique : Прхиње) est un village de Bosnie-Herzégovine. Il est situé sur le territoire de la ville de Trebinje et dans la république serbe de Bosnie. Selon les premiers résultats du recensement bosnien de 2013, il compte 43 habitants.

## Géographie
Le village est entouré par les localités suivantes :
|        | Kotezi   |                                     |
| Kotezi | Prhinje  | Obzir (municipalité de Ljubinje) Do |
|        | Strujići |                                     |

## Démographie

### Évolution historique de la population dans la localité
| 1948 | 1953 | 1961 | 1971 | 1981 | 1991 | 2013 |
| ---- | ---- | ---- | ---- | ---- | ---- | ---- |
| -    | -    | 79   | 77   | 78   | 35   | 43   |

|  |

### Répartition de la population par nationalités (1991)
En 1991, les 35 habitants du village étaient tous croates.